# Реміснича синагога
Реміснича синагога — юдейська синагога в Херсоні. Не збереглася.

## Історія
Реміснича (ремісничо-кравецька) синагога І. Я. Керзена знаходилася на північно-східному розі вулиць Соборної та Гетьмана Сагайдачного (будівля не збереглася). Була побудована, ймовірно, у другій половині XIX ст. Відвідуваність на початку XX століття — 1200 чоловік.
Згідно з актом від 26 квітня 1922 року, з власності синагоги вилучено цінностей на 5 фунтів 34 золотники (2 кг 192 г). Усього з 24 квітня по 23 травня 1922 було вилучено цінностей 11 фунтів 90 золотників (4 кг 888 г).
У 1927 році закрита за рішенням уряду та «за клопотанням трудящих міста». Спочатку приміщення було переобладнано в Будинок культури одного з херсонських підприємств, згодом у спортивну залу товариства «Спартак». Деякий час у ньому містився міський архів. Розібрана після війни. У 1980-х рр. у дворі колишньої синагоги був побудований новий кардіологічний лікувальний корпус IV Санітарного управління МОЗ СРСР для лікування радянських партійних функціонерів.